# Sarah Bouyain
Sarah Bouyain (sinh năm 1968) là một nhà văn và đạo diễn phim người Pháp - Burkina Faso. Bộ phim đầy đủ đầu tiên của bà, The Place in Between, được phát hành năm 2010.

## Tiểu sử
Bouyain sinh ra ở Reims, Marne, Pháp. Mẹ bà, người Pháp, và cha bà, một nửa Burkina Faso và một nửa người Pháp, đã gặp nhau ở Pháp khi ông đang học ở đó.
Ban đầu học toán, Bouyain sau đó chuyển sự chú ý sang điện ảnh, học tại Trường Điện ảnh Louis Lumière. Bà tiếp tục làm công việc quay phim cho một số bộ phim, và cuối cùng đạo diễn một vài bộ phim của riêng mình. Năm 2000, bà đã tạo ra bộ phim tài liệu Les enfants du Blanc.
Bà đã viết cuốn sách Metisse façon vào năm 2003 sau khi nghiên cứu di sản châu Phi của mình ở Burkina Faso. Bà biết về lịch sử của Thượng Volta (vì Burkina Faso được biết đến vào thời thuộc địa) và những đứa trẻ được sinh ra từ phụ nữ châu Phi và lính Pháp chỉ bị buộc phải rời bỏ mẹ để sống trong trại trẻ mồ côi. Các nhân vật trong Metisse façon dựa trên những đứa trẻ này.
Bouyain cũng đã viết các bài báo, chủ yếu về chủ đề chủng tộc hỗn hợp và lưu vong, dành cho người châu Phi, Hiện diện Châu Phi và CODESRIA.
Bộ phim dài đầu tiên của bà là Notre Étrangère ("Nơi ở giữa"; 2010), mà Phóng viên Hollywood gọi là "Một học thuyết được quan sát độc đáo về một phụ nữ trẻ người Pháp hai chiều quay về cội nguồn của mình."  Cốt truyện của bộ phim dựa trên một người phụ nữ chủng tộc hỗn hợp tên Amy, người đã quay trở lại Burkina Faso. Bộ phim được đồng sáng tác bởi Gaelle Mace và nó được công chiếu tại Liên hoan phim quốc tế Toronto 2010. Boyain tuyên bố rằng bộ phim mất bảy năm để thực hiện tổng cộng. Bà nói rằng bà đã không xem nhiều bộ phim châu Phi trước khi thực hiện nó.
Bouyain là một trong những diễn giả tại Diễn đàn phụ nữ châu Phi trong Diễn đàn điện ảnh được tổ chức tại Accra, Ghana trong khoảng thời gian từ 23 đến 25 tháng 9 năm 2013.

## Công trình

### Phim
- Niararaye (1997)
- Les enfants du Blanc (phim tài liệu; 2000)
- The Place in Between (2010)

### Sách
- Métisse façon (truyện ngắn; 2003)